# Летећа лисица (риба)
Летећа лисица (лат. Epalzeorhynchos kalopterus) је врста рибе из Југоисточне Азије из породице Cyprinidae. Храни се зеленим алгама. Некада је грешком зову сијамски алгар, али се разликује од њега по томе што је шаренија. Живи у водама Тајланда, Суматре и Борнеа.

## Опис
Летећа лисица има карактеристично дугачко тело са спљоштеним абдоминалним (стомачним) делом. Њен леђни део има колорит од маслинасте до браон боје. Доња половина тела има жућкастобелу нијансу. Браонкастоцрна линија се види од њених уста, очију и каудалних пераја. Изнад ове линије налази се златна штрафта. Очи летеће лисице понекад имају црвени ирис. Леђна, анална и трбушна пераја се састоје од црне траке и беле ивице.
Одликују се, такође, по одсуству дорзалне кичме, поседовању леђног пераја, танке мембране која повезује горњу и доњу усну и ростралног режња.
Иако може да порасте и до 15  центиметара, њена просечна величина је око 12 cm у акваријумској средини.

## Исхрана
Иако су познате по томе да једу алге, летеће лисице такође једу храну у виду пахуљица, вафла и таблета. Како су омнивори (сваштоједи), хране се и поврћем као што су спанаћ, тиквице и зелена салата, као и планаријама, тубифекс црвима, раковима и воденим инсектима.

## Понашање
У акваријуму се летеће лисице слажу са циклидима, скаларима, барбусима, данима, геофагусима, гурамијима, јегуљама, сифриноформесима, тетрама и расборима. Могу бити агресивне према мањим рибама из акваријума, па их чак могу и појести.
Мала заједница летећих лисица, може некада показивати територијално понашање. Усамљене лисице често изазивају друге врсте око превласти, нарочито мушке рајске гурамије.

## Узгој
Пол међу летећим лисицама је тешко одредити, јер се не разможавају у акваријуму. Оне се не узгајају у кућним акваријумима, и ако их има то су ретки случајеви. Женке када сазре изгледају пуније него мушкарци који остају витки.

## Расподела и станиште
Летећа лисица је становник дубина који најбоље преживљава у брзим  рекама и брдским потоцимаа Малајског полуострва, Борнеа, Јаве и Суматре у југоисточном делу Азије.

## Захтеви акваријума
Акваријум од 75 до 150 литара или већи са подлогом финог шљунка је погодан за летећу лисицу просечне величне. Како живе у дубинама, акваријум за летеће лисице обично има биљке са широким листовима, камење и дрво да служи као место за сакривање. Ова врста се претежно храни алгама. Живе у акваријумској води која има од 6 до 7,5 pH вредности, тврдоћи воде од 2 до 12 dH, и уједначеној температури од 23 до 27 °C.

## Животни век
У акваријуму, летеће лисице могу да живе од 8 до 10 година.

## Сличне врсте
Летећа лисица је слична сијамском алгару (Crossocheilus oblongus)  и лажној летећој лисици (Garra cambodgiensis)  у раном периоду развоја и раста.